# Heðin Brú
Heðin Brú, pseudonyme de Hans Jacob Jacobsen (1901-1987) est un écrivain et traducteur féroïen né à Skálavík le 17 août 1901 et mort à Tórshavn le 18 mai 1987. Il est considéré comme l'un des plus importants romanciers en langue féroïenne.

## Biographie
Hans Jacob Jacobsen naît sur l'île de Sandoy, dans une famille d'agriculteurs. Après avoir travaillé pendant deux ans comme marin-pêcheur, il part étudier l'agronomie au Danemark. De retour aux îles Féroé, il travaille comme conseiller agricole pendant près de quarante ans. Il écrit pendant ses loisirs et après sa retraite, qu'il prend en 1968. Il est le père du graphiste, peintre et historien d'art Bárður Jákupsson, né en 1943.

## Œuvre

### Romans
Son premier roman, Lognbrá, sur la vie d'un adolescent dans un village féroïen, paraît en 1930. Une suite, intitulée Fastatøkur, est publiée en 1935. En 1946, la traduction et la publication en danois de ces deux romans, réunis en un seul volume sous le titre Høgni (nom du personnage principal), le font connaître à l'étranger et ouvrent la voie à d'autres traductions.
Feðgar á ferð (L'honneur du pauvre) est considéré comme son roman le plus important. Publié en 1940 et traduit en plusieurs langues après la guerre, il a été élu "Livre féroïen du XXè siècle". Dans cet ouvrage, l'auteur aborde le thème du passage des îles Féroé d'une société paysanne à une nation moderne, tournée vers l'industrie de la pêche, et des conflits de générations qui s'ensuivent. En 2007, les Postes féroïennes ont émis un feuillet de huit timbres illustrant des scènes de ce roman.

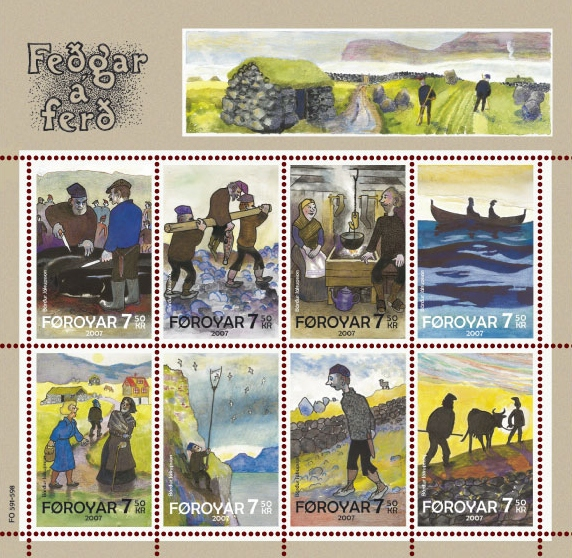
Série de timbres réalisée par Bárður Jákupsson, fils de Heðin Brú, illustrant des scènes du roman L'honneur du pauvre

Leikum fagurt, publié en 1962, est une satire de la vie politique féroïenne dans la période de l'entre-deux-guerres.
L'action de Men livið lær (1970) se déroule dans un village féroïen au XIXe siècle, et Tað stóra takið (1972), également dans un village, au tournant du XXe siècle.

### Contes et nouvelles
Heðin Brú est aussi l'auteur de plusieurs recueils de nouvelles ainsi que de six volumes de contes traditionnels féroïens intitulés Ævintýr et publiés de 1959 à 1974.
- 1936: Fjallaskuggin
- 1948: Fólkatrøll
- 1966: Purkhús
- 1971: Búravnurin

Enfin, signalons la parution en 1980 d'un livre de souvenirs, Endurminningar.

### Traductions
Traducteur prolifique, Heðin Brú  a consacré vingt ans de sa vie à traduire en féroïen des classiques de la littérature mondiale appartenant à des genres littéraires très divers (roman, théâtre, contes)
- de l'allemand
  - les Contes des frères Grimm (1981) (en collaboration)
  - les aventures du baron de Münchhausen
- de l'anglais
  - deux pièces de Shakespeare, La Tempête (1964) et Hamlet (1969)
  - Les Hauts de Hurlevent, d'Emily Brontë (1984)
- du danois
  - Mère Pléiade (1972), et Les musiciens perdus (1975) de son compatriote William Heinesen.
- du vieux norrois
  - La saga des Féroïens, en collaboration avec Rikard Long (1962)
- du norvégien
  - Hedda Gabler, de Henrik Ibsen (1969)
  - L'Éveil de la glèbe, de Knut Hamsun (1972)
- du russe 
  - La mouette d'Anton Tchekov
  - Le Bourg de Stépantchikovo et sa population (1977) et Les frères Karamazov (1978), de Fiodor Dostoïevski
- du suédois
  - Les frères Cœur-de-Lion, d'Astrid Lindgren (1980)

## Prix et distinctions
- en 1964, Heðin Brú remporte le prix M. A. Jacobsen, principal prix littéraire des îles Féroé
- la même année, il bénéficie d'une bourse du Fonds artistique de l'État danois
- en 1980 lui est attribué, conjointement avec Elinborg Lützen (illustratrice), le prix du livre jeunesse de la Ville de Tórshavn
- en 1982 lui est décernée la médaille Holberg

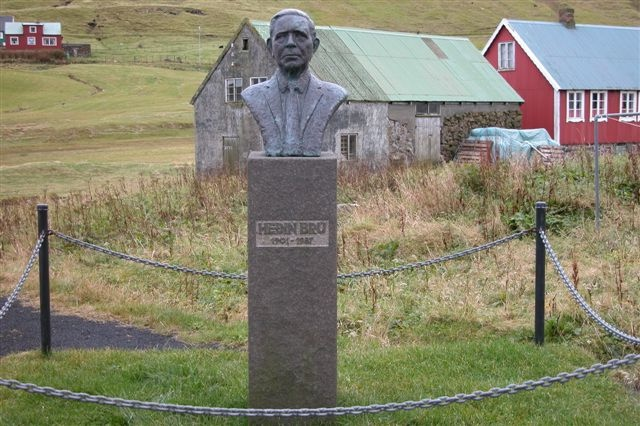
Monument à la mémoire de Heðin Brú à Skalavík, son village natal

## Œuvres de Heðin Brú en traduction
Certaines traductions en langues étrangères ont été effectuées à partir de la traduction danoise, et non de l'original féroïen.
- en allemand
  - Des armen Mannes Ehre, traduit du danois par Alfred Anderau, postface de William Heinesen, Flamberg, Zurich 1966
  - Ketil und die Wale traduit du danois par Ernst Walter, Hinstorff, Rostock 1971
  - Vater und Sohn unterwegs, traduit du féroïen par Richard Kölbl, Guggolz Verlag, Berlin 2015[1]

- en anglais
  - The Old Man and his Sons, traduit du danois par John F. West, Paul S. Eriksson, New York 1970 (première traduction d'un roman féroïen en anglais)

- en danois
  - Høgni, traduit du féroïen par Ingrid Hoffmeyer Bruzelius, Jespersen & Pios Forlag, Copenhague 1940
  - Fattigmandsære, traduit du féroïen par Gunnvá et Povl Skårup, préface de William Heinesen, Gyldendal, Copenhague 1962
  - Fjeldskyggen, noveller og skitser, traduit du féroïen par Gunnvá et Povl Skårup, Gyldendal, Copenhague 1963

- en espagnol 
  - Högni, traduit par Ángel Giménez Ortiz, Hispano Americana de Ediciones, Barcelone 1946

- en finnois
  - Vieremä - lyhyttä proosaa, (anthologie) nouvelles choisies et traduites du féroïen par Sirkku Koivu, Sahlgrenin kustannusliike Oy, Otalampi 1989

- en français
  - Poème d'amour, traduit du féroïen par Régis Boyer in Europe n° 887, mars 2003, Paris

- en groënlandais
  - nîsarnarsuíngôk/nugterissok, traduit du danois par Jørgen Fleischer, Det Grønlandske Forlag, Godthåb 1967

- en islandais
  - Feðgar á ferð, traduit par Aðalsteinn Sigmundsson, Víkingsútgáfan, Reykjavík 1941

- en italien
  - Högni. Romanzo delle Faer-Öer, traduit par Piero Monaci, Mondadori, Milan 1942

- en néerlandais
  - Högni, traduit du danois par C. W. van Utenhove-Tomswinckel, Ad. C. M. Stok, La Haye 1955

- en norvégien
  - Fattigfolk på ferde, traduit par Ivar Eskeland, préface de William Heinesen, Det Norske Samlaget, Oslo 1964
  - Krossvatn, anthologie de nouvelles choisies et traduites par Knut Skattebu, Oslo 1972

- en polonais
  - Honor biedaka, traduit du danois par Henryk Anders et Maria Krysztofiak, Wydawnictwo Poznańskie, Poznań 1970

- en suédois 
  - Berättelsen om Högni, traduit par Niels Edberg et Sigfrid Lindström, Gleerups förlag, Lund 1939
  - Fjällskuggan och andra noveller från Färöarna, nouvelles choisies et traduites par Birgitta Hylin, P.A. Norstedt & Söners förlag, Stockholm 1981
  - Fattigmans heder, traduit par Birgitta Hylin, Bokförlaget Pan/Norstedts, Stockholm 1977

## Sources et références
- (da) Jógvan Isaksen, Færøsk Litteratur, Vindrose, Copenhague 1993 (en danois)

- (fo) Cet article est partiellement ou en totalité issu de l’article de Wikipédia en féroïen intitulé « Hans Jacob Jacobsen » (voir la liste des auteurs).

- (da) Cet article est partiellement ou en totalité issu de l’article de Wikipédia en danois intitulé « Heðin Brú » (voir la liste des auteurs).

- (no) Cet article est partiellement ou en totalité issu de l’article de Wikipédia en norvégien intitulé « Heðin Brú » (voir la liste des auteurs).